# Марк Фулвий Нобилиор (консул 159 пр.н.е.)
Вижте пояснителната страница за други личности с името Марк Фулвий Нобилиор.
Марк Фулвий Нобилиор (на латински: Marc Fulvius Nobilior) e политик на Римската република през 2 век пр.н.е.
Син е на Марк Фулвий Нобилиор (консул 189 пр.н.е.) и брат на Квинт Фулвий Нобилиор (консул 153 пр.н.е.).
Той е през 171 пр.н.е. народен трибун и 166 пр.н.е. едил. През 159 пр.н.е. е избран за консул заедно с Гней Корнелий Долабела. Води война в Лигурия и празнува като проконсул следващата година триумф.